# 등패
등패(藤牌)는 등나무로 만든 방패를 의미하며, 각각 명나라와 조선의 군대에서 사용되었다. 중국 장군 척계광은 그의 저서 기효신서에서 그 사용법을 설명했으며, 한국은 무예제보에 이와 관련된 담겨져 있다.